# Nguyên tố siêu nặng

Vị trí các nguyên tố siêu nặng trong bảng tuần hoàn hóa học

Nguyên tố siêu nặng (tiếng Anh: superheavy element, viết tắt là SHE) là nguyên tố hóa học có số hiệu nguyên tử bằng hoặc lớn hơn 104.
Tuy nhiên định nghĩa về nguyên tố siêu nặng vẫn chưa được thống nhất, tùy thuộc vào cách nhìn nhận dưới góc độ khác nhau của các chuyên gia. Một số người cho rằng nguyên tố siêu nặng có số hiệu nguyên tử bằng và lớn hơn 102. Nguyên tử đầu tiên tìm thấy là nguyên tử 113, được khám phá từ Phòng thí nghiệm quốc gia Lawrence Livermore và Viện Nghiên cứu Hạt nhân Tổng hợp ở Nga.

## Nghiên cứu
- Sigurd Hofmann, Viewpoint: Exploring the island of superheavy elements, Published ngày 9 tháng 4 năm 2010,  Physics 3, 31 (2010),   DOI: 10.1103/Physics.3.31